# Pierre Giolitto
Pierre Giolitto est un pédagogue et un historien français, docteur en lettres, né le 29 juin 1932 à Vizille et mort le 2 septembre 2012 à La Tronche.

## Biographie
Il fut maître de conférences à l’ENA et ancien directeur du CNDP.
Il fut nommé inspecteur général de l'Éducation nationale en 1991.

## Publications
- Les classes de neige et le tiers-temps pédagogique, Presses universitaires de France, 1970, 299 p.
- Autour des activités d'éveil, C.R.D.P., 1973, 70 p.
- Classes de nature, Casterman, 1978, 179 p.
- Pédagogie de l'environnement, Presses universitaires de France, 1982, 162 p.
- Les Classes de découverte: bilan et perspectives, CNDP, 1983, 90 p.
- Histoire de l'enseignement primaire au XIXe siècle, vol.1 : L'organisation pédagogique, Paris, Fernand Nathan, 1983[2] & vol.2 : Les méthodes d'enseignement, Paris, Nathan, 1984[3]
- Abécédaire et férule : maîtres et écoliers de Charlemagne à Jules Ferry, Paris : Imago, 1986 [4]
- L'Enseignement de l'histoire aujourd'hui: programmes 1985, Armand Colin, 1986, 158 p.
- Histoire de la jeunesse sous Vichy, Paris : Perrin, 1991, 691 p[5].
- Enseigner l'éducation civique à l'école, Hachette, 1993, 111 p.
- Éduquer à l'environnement, avec Maryse Clary, Hachette, 1994, 375 p.
- Yves Cohen et Rémi Baudouï, Les Chantiers de la paix sociale (1900-1940), Fontenay-aux-Roses (France), ENS Fontenay/Saint-Cloud, coll. « Sociétés, espaces, temps », 1995, 335 p. (ISBN 978-2-902126-16-3, OCLC 34705578, lire en ligne).
- Histoire de la milice, Paris : Perrin , 1998 [6]. Cet ouvrage lui valut la médaille d’argent du Prix François Millepierres[7].
- Histoire des groupes francs grenoblois, Presses universitaires de Grenoble, 2003, 195 p.
- Enseigner la géographie à l'école, Hachette éducation, 2004, 255 p.
- Henry Frenay: Premier résistant de France et rival du Général de Gaulle, Éditions L'Harmattan, 2005
- Volontaires français sous l'uniforme allemand, Paris : Perrin, 2007, 551 p.

## Distinctions
- Chevalier de la Légion d'honneur
- Chevalier de l'ordre des Palmes académiques